# Bitva o Dillí
Bitva o Dillí se odehrála 17. prosince 1398. Je jednou ze slavných bitev tatarského vůdce a dobyvatele Tímura Lenka, známějšího jako Tamerlán. Ve známost vešla pod poněkud bizarním názvem „řvoucí hořící velbloudi“.

## Tamerlánova dřívější tažení
Tamerlán svými taženími (bylo jich kolem 35) vytvářel obrovskou říší, rozprostírající se od Středomoří až po Čínu, od Moskvy až po Perský záliv. Přestože byl příznivcem islámu a svá tažení mnohdy vyhlašoval, jako džihád, (tj. svatá válka proti nevěřícím), přestože mnozí z těch, proti kterým bojoval, byli také muslimové. Byl znám jako velmi krutý vojevůdce; své zajatce často mučil nelidským způsobem, mezi nimiž je popsáno pálení v plamenech, věšení hlavou dolů, baštonáda (výprask na chodidla) atd.
Mimo to byl mistr v rozličných bitevních taktikách. V roce 1400 při dobývání křesťanského přístavu ve Smyrně využil jedné z nich. Na pomoc smyrenským přijížděla námořní flotila, když tu Tamerlán velil katapultovat hlavy zajatců do lodí. Vyděšená posádka se obrátila zpět.

## Před bitvou
1398 se Tamerlán dozvěděl o občanské válce v Dillíském sultanátu. Vzal to jako další příležitost ke svému dobývání. Věděl totiž, že Dillí bylo tou dobou velmi bohaté město. Toho samého roku vyhlásil džíhád proti dillískému sultanátu.

### Zdolání hor
V cestě jim mimo řeky a pouště ležely Hindúkuše, hory v dnešním Afghánistánu. Jejich zdolání bylo obtížné i pro Alexandra Velikého I. Tamerlán se do hor odpojil nejdříve se skupinkou menšího počtu bojovníků. Průsmyk zdolávali v noci, kdy byl led zcela zmrzlý a tím pádem stabilnější. Nakonec zaútočili na divoké kmeny káfirů, kteří místní území obývali, teprve poté se k nim připojil zbytek armády.
Při procházení indickým územím plenili a vypalovali veškeré vesnice, které jim stály v cestě. Už během cesty zajali 100 000 lidí. Později je však Tamerlán nechal povraždit kvůli obavám za vzpoury.

### Přípravy na samotnou bitvu
To, co však budilo obavy v Tamerlánově armádě, i v Tamerlínovi samém, byla indická obávaná válečná zbraň: váleční sloni. Ti byli velmi agresivní, byli skvěle chráněni přes tělo drátěnou zbrojí, ke klům byly připevněny dlouhé zahnuté šavle, namořené do velmi silného jedu a na hřbetech těchto tvorů seděli indičtí lučištníci.
Když se blížili indičtí protivníci, Tamerlánovi muži strategicky vykopali hluboké příkopy kolem svého postavení a obklopili ochranným valem. Dále vytvořili stovky železných ježků s ostny, které měly zraňovat zvířecí kopyta a tím znemožňovat další postup. Do předních linií nechal přivést velbloudy, na jejichž hřbety byly připevněny dřevěné hranice, připraveny k podpalu.

## Průběh bitvy

### Před hradbami Dillí
Dne 17. prosince, roku 1398 se před hradbami Dillí střetly obě armády. Indové byli postaveni do obvyklé formace; sloni (bylo jich kolem 120) ve středu, předních pozicích, za nimi pěšáci a po stranách křídla, tvořená jízdou.
Boj se rozpoutal nejdříve na obou křídlech. Když bylo zjevné, že Turci získávají převahu, indický sultán dal povel k útoku slonů. V tu chvíli byli také Turky vypuštěni velbloudi; hranice na jejich zádech byly zapáleny. Ti se, kvílejíce bolestí, pustili do nepřátelských řad a vyvolávali paniku. Splašení sloni udupávali své vlastní vojáky, nedbali příkazů svých pánů a nekontrolovaně našlapávali na nastražené kovové ježky. Díky tomu se podařilo Turkům pobít většinu svých nepřátel, jejich zbytek se dal na útěk.

### Vyplenění Dillí
Tatarům již nic nebránilo ke vstupu do hradeb Dillí. Započalo kruté plenění. Bylo zabito 50 000 mužů, žen a dětí. Město bylo zapáleno. Zbylé přeživší postihla nákaza, nejspíše dýmějového moru. Trvalo více než století, než se Dillí z toho opět vzpamatovalo.

## Závěr
Po bitvě u Dillí mnoho ze zajatých lidí bylo donuceno Tamerlánovi vzdát hold pro jeho moc a slávu. Nicméně poklonit se byli donuceni i sloni, které Tamerlán získal, jako válečnou kořist, jeden po druhém před vůdcovým stanem. V době, kdy Tamerlán dobyl Dillí, mu bylo více než 60 let. S válčením neustal, ač ve stáří byl do bitev již nošen na nosítkách. Zemřel roku 1405 v Číně.